# Гефенгофен
Гефенгофен (нім. Hefenhofen) — громада  в Швейцарії в кантоні Тургау, округ Арбон.

## Географія
Громада розташована на відстані близько 160 км на північний схід від Берна, 31 км на схід від Фрауенфельда.
Гефенгофен має площу 6,1 км², з яких на 13,3% дозволяється будівництво (житлове та будівництво доріг), 66,3% використовуються в сільськогосподарських цілях, 20,2% зайнято лісами, 0,2% не є продуктивними (річки, льодовики або гори).

## Демографія
2019 року в громаді мешкало 1210 осіб (+1,5% порівняно з 2010 роком), іноземців було 15,1%. Густота населення становила 199 осіб/км².
За віковим діапазоном населення розподілялося таким чином: 20,4% — особи молодші 20 років, 66% — особи у віці 20—64 років, 13,6% — особи у віці 65 років та старші. Було 485 помешкань (у середньому 2,4 особи в помешканні).
Із загальної кількості 664 працюючих 66 було зайнятих в первинному секторі, 378 — в обробній промисловості, 220 — в галузі послуг.